# مهام الفرعون

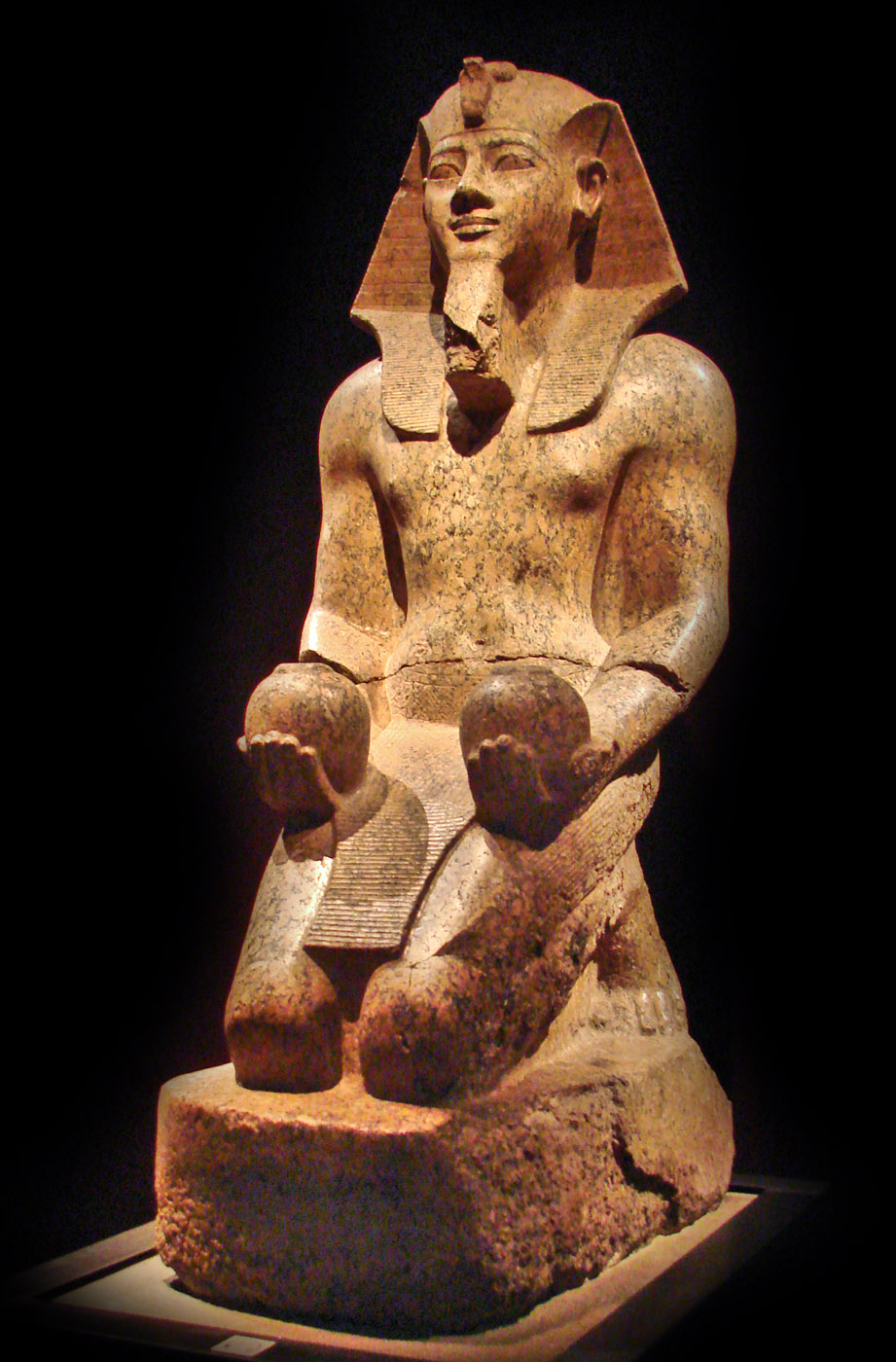
الفرعون أمنحتب الثاني يقدم القرابين إلى الآلهة، الأسرة الثامنة عشر، المتحف المصري بتورين.

مهام الفرعون هي الأنشطة الدينية والحكومية المختلفة التي كان يقوم بها ملك مصر خلال العصور القديمة (بين عامي 3150 و30 قبل الميلاد). باعتباره شخصية مركزية في الدولة، فإن الفرعون هو الوسيط الإلزامي بين الآلهة والبشر. بالنسبة للأول، ضمن الأداء السليم للطقوس في المعابد؛ بالنسبة للأخير، ضمن الرخاء الزراعي، والدفاع عن الإقليم والعدالة النزيهة.
في المقدسات، تظهر صورة الملك في كل مكان من خلال المشاهد الجدارية والتماثيل. في علم رسم الأيقونات، يُمثل الفرعون دائمًا على أنه مساوٍ للآلهة. لكنه في الخطاب الديني ليس سوى خادمهم المتواضع، الخادم الغيور الذي يقدم القرابين المتعددة. هذه التقوى تعبر عن الأمل في عودة عادلة للخدمة. يجب على الآلهة المملوءة بالسلع أن تعمل على تفعيل قوى الطبيعة بشكل إيجابي لتحقيق المنفعة المشتركة لجميع المصريين. الإنسان الوحيد المسموح له الحوار مع الآلهة لأنه يساويها، هو الفرعون المقّدس الأعلى، وأول كهنة البلاد. على نطاق أوسع، تغطي البادرة الفرعونية جميع مجالات نشاط الجماعة وتتجاهل الفصل بين السلطات. كما أن كل عضو في الإدارة لا يتصرف إلا باسم الشخص الملكي، وذلك بتفويض السلطة.
من نصوص الأهرام، تؤطر الإجراءات السياسية للملك بمبدأ واحد: «أحضروا ماعت وادفعوا إسفت»، أي تعزيز الانسجام وصد الفوضى. بصفته الأب الراعي للشعب، يضمن فرعون الرخاء من خلال دعوة الآلهة لتنظيم مياه النيل، وفتح مخازن الحبوب في حالة المجاعة، وضمان التوزيع الجيد للأراضي الصالحة للزراعة. الفرعون هو رئيس الجيوش، والحامي الشجاع للحدود. مثل رع الذي يحارب الثعبان أبوفيس، يصد ملك مصر ناهبي الصحراء، ويحارب الجيوش الغازية ويهزم المتمردين الداخليين. فرعون هو المنتصر الوحيد دائمًا، يقف ويطرد مجموعة من السجناء أو يطلق السهام من عجلته الحربية. باعتباره المشرع الوحيد، فإن القوانين والمراسيم التي يصدرها مستوحاة من الحكمة الإلهية. وهذا التشريع المحفوظ في الأرشيف والموضوع تحت مسؤولية تياتي، ينطبق على الجميع، من أجل الصالح العام والاتفاق الاجتماعي.

## الوظيفة الكهنوتية

### المعبد المصري
المعبد المصري مكان مقدس محرم على الجماهير. يشير المصطلح المصري «حوت نتجر»، والذي يمكن ترجمته على أنه «دار الإله»، إلى أنه مكان مقدر له أن يستقبل جزءًا من الخلود الإلهي على الأرض. إنه ليس مكانًا للتجمع حيث تجتمع جماعة من المؤمنين بنفس الإيمان. ومع ذلك، لم يُخلَ هذا الجانب بالكامل. في استثناءات نادرة، خلال بعض الاحتفالات السنوية، يُسمح للمصلين بالسير على أرضية الساحات الداخلية. يحتمي التمثال الإلهي في المَقدِس، في أعماق الهيكل، وتتركز فيه سر القوى الكونية العاملة في الكون. في أوقات محددة، يزود هيم-نتجر (أو «خادم الرب»، أي الكهنة) التمثال بالعناية المنزلية الصحيحة. تُغنى الترانيم لإيقاظه، ويتلقى الملابس والحلي. ويحافظ على قوته من خلال تناول عدة وجبات يومية. من الناحية النظرية فرعون هو الوحيد المخول بالاقتراب من التمثال. في الواقع، عندما يكون غائبًا جسديًا، يحل محله الكهنة، بدلاؤه. لكن فرعون موجود في كل مكان من خلال صورته. الزخرفة الكاملة للجدران مكرسة لمقابلته مع الإله. من أبراج الصرح، يشيد بالآلهة من خلال تقديم السجناء الراكعين لهم الذين يضربهم بهراوته. على الجدران الخارجية، تظهر مناظر حربية لمآثر الملك أثناء المعارك. يقف فرعون في عربته ويطلق سهامًا قاتلة بينما تدوس خيوله الفخورة وتسحق قوات العدو. بهذه التصرفات يضمن هدوء البلاد في مواجهة الفوضى الخارجية. على الجدران الداخلية، العلاقة الحميمة مع الآلهة كاملة. يحتضن فرعون ويُقبل ويُنعش من قبل نظرائه الإلهيين. في مكان آخر، وبتواضع أكبر، يقف أو يركع وينفذ الإراقة، والتبخير، والتطهير اللازم أمام الآلهة. تُنفذ تصرفات متعددة من العرض. تُحضر المشروبات والأطعمة والحلي والمراهم والمعادن من أجل الحفاظ على القوى الإلهية التي تضمن ازدهار البلاد.

### خادم الآلهة
في النصوص المصرية، غالبًا ما يُشار إلى الشخص الملكي بلقب هِم. علماء المصريات، الغارقون في الفلسفة الملكية الأوروبية، يترجمون عمومًا هذا المصطلح القديم بكلمة «الجلالة» التي تأتي من الكلمة اللاتينية ماغنتس، «العظمة». لكن هذه الترجمة ليست دقيقة. تترجم الكتابة الهيروغليفية كلمة «هِم» على صورة المضرب أو عصا المُبيض، وهي أداة تستخدم لضرب الكتان لتنعيمه والتخلص من آخر الشوائب. في المعجم المصري، لا ترتبط كلمة «هِم» بالعظمة ولكنها مرتبطة بمفهوم الخدمة: «هِم/هِميت (خادم/خادمة) وهِمو (غاسل)». في تعاليم دوا-خيتي، يُقدم غسيل الكتان على أنه أكثر الأعمال نجاسة بسبب اتصاله بدم الحيض عند النساء.
ومنذ إعادة اكتشافها في القرن التاسع عشر، اعتُبرت القصة مصدر إلهام لمؤلفي الكتاب المقدس (يوسف وزوجة بوتيفار). لكن النص به أيضًا أوجه تشابه بنيوية مع الأساطير التأسيسية لشعبي الشلك والأنواك في أعالي النيل. تشبه حادثة غارة نيكانغ في أرض الشمس (سرقة الأبقار والنساء) تمامًا الحملة العسكرية التي شنها فرعون ضد باتا في أرض الصنوبر المظلة (مكان يرتاده رع) من أجل سرقة رفيقه منه. عند تنصيب ملوك الشلوك، يُلقى القبض على الأمير المقدر له اعتلاء العرش لأول مرة من قبل كبار الشخصيات واستعباده رمزيًا بعبارة «أنت خادم الدينكا لدينا». ترتبط كلمة نتجر (الإله) بهم نتجر، والتي تعني «الكاهن»، وحرفيًا، «خادم الإله».
بحسب النصوص المنقوشة على جدران المعابد، فإن فرعون يضع نفسه بكل حماسة وإخلاص تحت تبعية الآلهة. ولإظهار امتنانه لآمون، يقول الملك تحتمس الأول بكل تواضع: «أقبل الأرض أمام جلالتك». يقترب أحد حكام الرمامسة من الإله نفسه، ويعلن:«... ها أنا أستلقي على الأرض، أقبل الأرض لشخصك المهيب». تتوافق كلمات التواضع هذه مع المواقف الحقيقية وإيماءات العبادة الحقيقية. في بدايات الأسرة الرابعة، تظهر التماثيل الملكية فرعون في مواقف ذليلة. يظهر الحاكم وهو راكع وفي يديه أشياء طقسية أو يرفعها في إيماءة للتقديم والعبادة. الخضوع له هو نتيجة طبيعية للطاعة. في المصادر النصية، تظهر كلمتا «طلب» و«أمر» باستمرار. يجب على فرعون أن يطبق الأوامر التي يتلقاها من الآلهة. وأمام آمون يقول تحتمس الثالث: «أنا لست مقصرًا فيما أمرت به.. أنا أفعله حسب أمره». تشمل هذه الأوامر الإلهية جميع مجالات الممكنة: بناء معبد أو تجديده، والقيام بحملة عسكرية إلى الحدود، وإقامة زوج من المسلات، وحفر بئر في الصحراء، وما إلى ذلك. هذه الطاعة ناتجة عن صلة القرابة، حيث أن فرعون هو ابن الآلهة والإلهات. دون حصر، يقول رمسيس الثالث في بردية هاريس إنه ابن آمون، وأتوم، وبتاح، وتحوت، وأوزوريس، ووبواوت. يمكن اعتبار كل إله أب أو أم فرعون. إن علاقات خضوع الابن لوالديه تستلزم واجبات والتزامات. لقد وضعت الآلهة فرعون على العرش، وفي المقابل، يجب عليه أن يضع نفسه في خدمتهم إذا كان يريد حكمًا طويلًا ومزدهرًا.

### خادم العبادة
على جدران المعابد، في مشاهد العبادة، يكون فرعون هو المحاور الحصري للآلهة. ومن حين لآخر، يحق للزوجات وأبناء وبنات العائلة المالكة، وكذلك للكهنة وكبار الشخصيات، أخذ مكانه. الإيقاع البيولوجي للآلهة مصمم على غرار الإنسان، مع تناوب النوم واليقظة، بالإضافة إلى ذلك، فإنهم بحاجة إلى إطعام أنفسهم. دور فرعون هو الحفاظ على هذه الحيوية الإلهية. كل الثروات، وكل الملابس، وكل الطعام الذي يتجه نحو المعبد ومخازنه هو واجب تعاقدي بين الآلهة والبشر، لكن فرعون هو الضامن الوحيد والمسؤول عنه. يعتمد اختيار القرابين وكميتها وتكرارها على الإله الذي يُكرس له المعبد.